# Пітер Страуб
Пітер Френсіс Страуб (англ. Peter Francis Straub; 3 лютого 1943, Вісконсин, США) — 4 вересня 2022, Лос-Анджелес) — американський письменник у жанрі містики, трилеру та жахів, найбільш відомий своєю співпрацею зі Стівеном Кінгом. 

## Життєпис
Страуб народився в Мілвокі, штат Вісконсин, в сім'ї Гордона Ентоні Страуба та Ельвени Страуб. У віці семи років він отримав серйозні травми внаслідок наїзду автомобіля. Страуб сказав, що цей нещасний випадок змусив його усвідомити власну смертність. Страуб жадібно читав з раннього дитинства, але його літературні інтереси не подобалися його батькам; батько сподівався, що він виросте професійним спортсменом, а мати хотіла, щоб він став лютеранським священником. Страуб здобув ступінь бакалавра з англійської мови в Університеті Вісконсин-Медісон у 1965 році та за рік - ступінь магістра в Колумбійському університеті. Певний час він викладав англійську мову в Мілвокі Кантрі Дей, а потім переїхав до Дубліна, Ірландія, у 1969 році, щоб працювати над докторським ступенем і почати професійно писати.
Після неоднозначного успіху з двома спробами літературних романів у середині 1970-х років Страуб уперше спробував писати про надприродне в «Джулії» (1975). Зрештою увагу широкої публіки привернув його п'ятий роман «Історія привидів» (1979), який мав успіх у критиків і пізніше був екранізований у 1981 році з Фредом Астером у головній ролі. Після цього з’явилося кілька романів жахів, у тому числі «Талісман» і «Чорний дім» — два романи у жанрі фентезі та жаху, створені разом із давнім другом і колегою Страуба, Стівеном Кінгом.
Після певного періоду письменницького "мовчання" Страуб знову з’явився в 1988 році з романом «Коко» про В’єтнам. Згодом вийшли романи «Таємниця» та «Горлянка», які разом із «Коко» складають «Трилогію про Блакитну Троянду». У 2001 році Страуб і Кінг знову об’єдналися для роману «Чорний дім» , вільного продовження «Талісмана», що пов’язує цю книгу з серією «Темна вежа» Кінга. 
Страуб видав кілька поетичних книг. «Моє життя в картинках» вийшла в 1971 році, як частина серії з шести поетичних памфлетів, які Страуб опублікував разом зі своїм другом Томасом Тессьєром в Дубліні. У 1972 році видавництво Turret Books у Лондоні опублікувало більш змістовну книгу «Ішмаель». Третя поетична книга Страуба вийшла пізніше того ж року у видавництві Irish University Press. Збірка Leeson Park and Belsize Square: Poems 1970 – 1975 була опублікована у жовтні 1983 року. 
У лютому 2010 року вийшов його останній трилер «Темна матерія».
У 2016 році співавтор Стівен Кінг сказав, що вони зі Страубом планують написати третю книгу із серії «Талісман» у майбутньому. Кінг каже, що співпраця над серією була «природною», і вони раді працювати разом. Про внесок Страуба у фантастику жахів Кінг сказав: «він привніс чуттєвість поета в цю сферу, створивши синтез жаху та краси» і «він пише чудову прозову лінію, яка відрізняється ясністю оповіді, відмінними характеристиками та дивовижними спалахами гумору». У середині 2021 року в подкасті з Dead Headspace Страуб назвав малоймовірним те, що він зможе йти в ногу зі Стівеном Кінгом, тому навряд чи він напише разом зі Стівеном Кінгом ще одну книгу. 
Страуб помер у лікарні на Манхеттені 4 вересня 2022 року у віці 79 років від ускладнень перелому стегна.

## Нагороди
Всесвітня премія фентезі 1989 Роман Коко / Koko (1988)
Всесвітня премія фентезі 1993 Містечко привидів / The Ghost Village (1992)
Премія Брема Стокера 1994 Горлянка / The Throat (1993)
Премія Брема Стокера 1999 Містер Клабб і містер Кафф / Mr. Clubb and Mr. Cuff (1998)
Премія Брема Стокера 2000 Містер Ікс / Mr. X (1999)
Премія Брема Стокера 2001 Магія жаху / Magic Terror: Seven Tales (2000)
Премія Брема Стокера 2004 Зниклий хлопчик, зникла дівчинка / Lost Boy, Lost Girl (2003)
Премія Брема Стокера 2005 В нічній кімнаті / In the Night Room (2004)
Премія Брема Стокера 2006 Заслуги перед жанром (Life Achievement)